# Foula
Foula (del nòrdic antic: Fugløi) és l'illa habitada permanentment més remota de Gran Bretanya. Està situada en el grup de les Shetland, a Escòcia. L'illa es troba en la mateixa latitud que Sant Petersburg.
L'illa ocupa una superfície de 1265 hectàrees i la seva altitud màxima sobre el nivell del mar és de 418 metres(al cim de The Sneug).
Foula alberga una població de 26 persones, i l'assentament més proper es troba a 40 milles a través de l'Oceà Atlàntic, la qual cosa fa de Foula l'illa habitada més remota de les Illes Britàniques. Foula és coneguda pels seus penya-segats de 370 metres d'altura. També és on el transatlàntic RMS Oceanic de la White Star Company va naufragar en un escull proper molt famós pels accidents que ha causat.

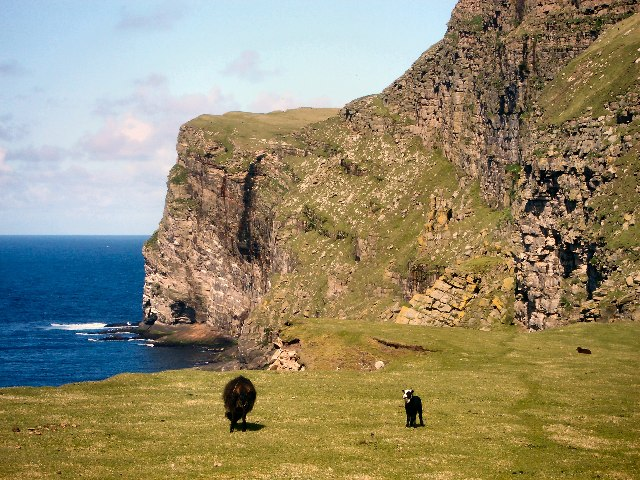
Penya-segats a Foula.

Foula va ser també l'últim lloc on l'idioma norn va ser usat com a primera llengua. El dialecte local està fortament influït per l'antic nòrdic.